# Japan Tobacco International
Japan Tobacco International – międzynarodowy oddział Japan Tobacco Inc. z siedzibą w Genewie w Szwajcarii.

## Działalność
Grupa zatrudnia ponad 26 000 osób w 364 biurach oraz 25 fabrykach i 8 ośrodkach badawczo-rozwojowych. JTI sprzedaje swoje produkty w 120 krajach i należą do niej m.in. marki papierosów: Camel, Winston, Sobranie, Benson & Hedges i Mevius, LD, SilkCut, Mevius, Glamour, Ronson, TAWA.
W Polsce Grupa JTI działa poprzez swoją spółkę Japan Tobacco International Polska (JTI Polska). 

## Nagrody i wyróżnienia
- JTI Polska jest zwycięzcą rankingu Top Employers Polska 2019[5].